# Wasilij Mitrochin
Wasilij Nikiticz Mitrochin (ros. Василий Никитич Митрохин; ur. 3 marca 1922 w Jurasowie niedaleko Riazania, zm. 23 stycznia 2004 w Londynie) – major i archiwista I Zarządu Głównego KGB, współautor Archiwum Mitrochina, książki opartej na przekazanych wywiadowi brytyjskiemu MI6 planach tajnych operacji KGB w czasie zimnej wojny. 

## Życiorys
Po ukończeniu Szkoły Artylerii Armii Czerwonej wstąpił na uniwersytet Kazachskiej SRR. Tam ukończył historię i prawo. Pod koniec II wojny światowej skierowany jako prokurator wojskowy do Charkowa. Został kadrowym pracownikiem wywiadu zagranicznego Ministerstwa Bezpieczeństwa Państwowego.
Po 1956 został archiwistą I Zarządu Głównego KGB.
W latach 1972–1984 nadzorował przeniesienie archiwów KGB z Łubianki do nowej siedziby KGB w Jasieniewie. W tym czasie zrobił kopie mikrofilmowe szczególnie ważnych dokumentów. W 1985 przeszedł na emeryturę.
Już po upadku ZSRR (w 1992 roku) w ambasadzie USA w Rydze bezskutecznie próbował przekazać swoje mikrofilmy CIA, która uznała go za rosyjskiego prowokatora. Podobną propozycję złożył w ambasadzie Wielkiej Brytanii, gdzie agent MI6 przyjął od niego zmikrofilmowane 25 000 stron dokumentów sowieckich. Wkrótce w tajemnicy Brytyjczycy wydostali z jelcynowskiej Rosji jego rodzinę, z którą też osiadł na stałe na Wyspach Brytyjskich pod fałszywym nazwiskiem.
Rewelacje Mitrochina są dostępne w książce: Andrew Christopher, Wasilij Mitrochin: Archiwum Mitrochina, wydanie polskie 2001, Wydawnictwo Muza. Natomiast obszerne uzupełnienie zawiera następna książka: Andrew Christopher, Wasilij Mitrochin: Archiwum Mitrochina II - KGB i świat, wydanie polskie 2006, wydawnictwo REBIS, ISBN 83-7301-867-0, ponad 660 stron; (ta ostatnia książka omawiana jest też jako „tom drugi”).